# 禅房寺塔
禅房寺塔是位于山西省大同市云冈区塔儿山丈人峰峰顶的一座辽代砖塔。1986年列为山西省文物保护单位，2006年5月25日国务院公布为第六批全国重点文物保护单位。

## 历史沿革
禅房寺最早建于唐天宝年间。辽代重修，并建有砖塔。清代道光年间禅房寺已经毁弃，塔保存至今。

## 造型
塔为平面实心，八角，是一座密檐式塔，修葺前残高11.7米。塔为七层，塔座采须弥座式。

## 建筑特色
具有辽代砖塔显著的艺术特征，如华丽的须弥座，相当高的塔座和第一层塔身。

## 修葺
维修前的禅房寺塔，塔刹塌落，石条间的木榫多已朽坏，塔基裸露，塔身悬空，劈裂严重，塔座的雕刻残损，塔的五至七层有严重损坏。
2005年，大同煤矿集团公司与山西省古建筑保护研究所一道开展了维修工程。禅房寺塔列入全国重点文物保护单位后，2007年初，大同煤矿集团公司又与大同市文物局联合，实施了第二期维修保护工程。